# Rafael Alberti
Rafael Alberti, född 16 december 1902 i El Puerto de Santa María, död 28 oktober 1999, var en spansk författare och dramatiker. 
Utan avslutad skolgång reste Alberti 1917 till Madrid där han kom att ansluta sig till den surrealistiska Generation 27. Han deltog i kampen mot Miguel Primo de Riveras diktatur vilket gjorde honom till kommunist och republikan. Efter inbördeskriget gick han i exil som han tillbringade i Buenos Aires och i Rom. Alberti började som målare men övergick till lyriken där han debuterade med Marinero en tierra 1925.